# Élections législatives de 1877 en Ille-et-Vilaine
Les élections législatives en Ille-et-Vilaine ont lieu les dimanches 14 octobre 1877 et 28 octobre 1877. Elles ont pour but d'élire les 8 députés représentant le département à la Chambre des députés pour un mandat de quatre années.

## Élection partielle du 11 mai 1877
- François-Marie Le Pomellec (Centre gauche) est décédé le 13 février 1877.

| Candidat et parti politique | Candidat et parti politique | Candidat et parti politique | Premier tour | Premier tour |
| Candidat et parti politique | Candidat et parti politique | Candidat et parti politique | Voix         | %            |
| --------------------------- | --------------------------- | --------------------------- | ------------ | ------------ |
|                             | Eugène Durand               | Gauche républicaine         | 7 347        | 59,49        |
|                             | Émile Apuril de Kerloguen   | Légitimiste                 | 4 985        | 40,36        |
|                             |                             |                             |              |              |
| Inscrits                    | Inscrits                    | Inscrits                    | 17 583       | 100,00       |
| Votants                     | Votants                     | Votants                     | 12 407       | 70,56        |
| Abstention                  | Abstention                  | Abstention                  | 5 176        | 29,44        |
| Blancs et nuls              | Blancs et nuls              | Blancs et nuls              | 56           | 0,45         |
| Exprimés                    | Exprimés                    | Exprimés                    | 12 351       | 99,55        |

## Députés sortants
| Députés | Députés                        | Parti               | Fonctions lors de l'élection en 1877                              |
| ------- | ------------------------------ | ------------------- | ----------------------------------------------------------------- |
|         | Félix Martin-Feuillée          | Union républicaine  | Président du Conseil général, conseiller de Châteaugiron. Avocat. |
|         | Théophile Roger-Marvaise       | Gauche républicaine | Pas d'autre mandat. Avocat aux conseils.                          |
|         | Eugène Durand                  | Gauche républicaine | Conseiller général de Tinténiac. Avocat.                          |
|         | René Brice                     | Centre gauche       | Conseiller général du Sel-de-Bretagne. Avocat.                    |
|         | Eugène Pinault                 | Centre gauche       | Conseiller général de Rennes-Nord-Ouest. Patron de Tannerie.      |
|         | Charles Émile La Chambre       | Constitutionnel     | Conseiller municipal de Saint-Malo. Armateur, Banquier.           |
|         | Pierre Albert de Dalmas        | Constitutionnel     | Conseiller général de Saint-Brice-en-Coglès. Diplomate            |
|         | Olivier Le Gonidec de Traissan | Légitimiste         | Conseiller municipal de Vitré. Propriétaire agricole.             |

## Mode de scrutin
L'élection se fait au scrutin d'arrondissement, soit un mode uninominal majoritaire à deux tours.
La circonscription pour l'élection est l'arrondissement.
Le scrutin est individuel, chaque arrondissement élisant un député.
Les arrondissements qui ont plus de cent mille habitants sont divisés. Dans ce cas on élit un député par circonscription électorale.
L'article 18 précise qu'il faut réunir pour être élu au premier tour :
1. La majorité absolue des suffrages exprimés ;
2. Un nombre de suffrages égal au quart des électeurs inscrits.

Au deuxième tour la majorité relative suffit. En cas d'égalité c'est le plus âgé qui est élu.

## Résultats à l'échelle du département
| Partis         | Partis                        | Premier tour | Premier tour | Sièges |
| Partis         | Partis                        | Voix         | %            | Sièges |
| -------------- | ----------------------------- | ------------ | ------------ | ------ |
|                | Gauche républicaine           | 30 236       | 24,08        | 2      |
|                | Bonapartistes                 | 26 234       | 20,89        | 0      |
|                | Légitimistes                  | 22 623       | 18,02        | 2      |
|                | Centre gauche                 | 20 111       | 16,02        | 2      |
|                | Union républicaine            | 14 313       | 11,40        | 1      |
|                | Orléanistes, Constitutionnels | 11 784       | 9,38         | 1      |
|                | Divers                        | 260          | 20,71        | 0      |
|                |                               |              |              |        |
| Inscrits       | Inscrits                      | 152 665      | 100,00       | 8      |
| Votants        | Votants                       | 125 935      | 82,49        |        |
| Abstentions    | Abstentions                   | 26 730       | 17,51        |        |
| Blancs et nuls | Blancs et nuls                | 365          | 0,29         |        |
| Exprimés       | Exprimés                      | 125 570      | 99,71        |        |

## Résultats par arrondissement

### Arrondissement de Fougères
Fougères regroupe tous les cantons de l'arrondissement.
Pierre Albert de Dalmas (Constitutionnel), élu en 1876, n'est pas désigné candidat officiel par le président. Déçu, il ne se représente pas.
Théophile Roger-Marvaise est également candidat dans la circonscription de Rennes-1.
| Candidats      | Candidats                             | Étiquette,          | Premier tour | Premier tour |
| Candidats      | Candidats                             | Étiquette,          | Voix         | %            |
| -------------- | ------------------------------------- | ------------------- | ------------ | ------------ |
|                | Pierre-Marie Frain de La Villegontier | Légitimiste         | 9 601        | 50,76        |
|                | Théophile Roger-Marvaise              | Gauche républicaine | 9 264        | 48,97        |
|                | Divers                                |                     | 42           | 0,22         |
|                |                                       |                     |              |              |
| Inscrits       | Inscrits                              | Inscrits            | 21 892       | 100,00       |
| Votants        | Votants                               | Votants             | 18 955       | 86,58        |
| Abstention     | Abstention                            | Abstention          | 2 937        | 13,42        |
| Blancs et nuls | Blancs et nuls                        | Blancs et nuls      | 39           | 0,21         |
| Exprimés       | Exprimés                              | Exprimés            | 18 916       | 99,79        |

- Cette élection est annulée par la Chambre des députés le 19 janvier 1878, une partielle est organisée le 17 mars 1878.

### Arrondissement de Montfort
Montfort regroupe tous les cantons de l'arrondissement.
| Candidats      | Candidats              | Étiquette,     | Premier tour | Premier tour |
| Candidats      | Candidats              | Étiquette,     | Voix         | %            |
| -------------- | ---------------------- | -------------- | ------------ | ------------ |
|                | Eugène Pinault *       | Centre gauche  | 7 766        | 56,67        |
|                | Armand de La Guistière | Bonapartiste   | 5 936        | 43,32        |
|                | Divers                 |                | 2            | 0,01         |
|                |                        |                |              |              |
| Inscrits       | Inscrits               | Inscrits       | 15 936       | 100,00       |
| Votants        | Votants                | Votants        | 13 726       | 86,13        |
| Abstention     | Abstention             | Abstention     | 2 210        | 13,87        |
| Blancs et nuls | Blancs et nuls         | Blancs et nuls | 22           | 0,16         |
| Exprimés       | Exprimés               | Exprimés       | 13 704       | 99,84        |

*sortant

### Arrondissement de Redon
Redon regroupe tous les cantons de l'arrondissement.
| Candidats      | Candidats           | Étiquette,     | Premier tour | Premier tour |
| Candidats      | Candidats           | Étiquette,     | Voix         | %            |
| -------------- | ------------------- | -------------- | ------------ | ------------ |
|                | René Brice *        | Centre gauche  | 12 345       | 62,97        |
|                | Pierre-Marie Gérard | Bonapartiste   | 7 197        | 36,71        |
|                | Divers              |                | 63           | 0,32         |
|                |                     |                |              |              |
| Inscrits       | Inscrits            | Inscrits       | 22 843       | 100,00       |
| Votants        | Votants             | Votants        | 19 718       | 86,32        |
| Abstention     | Abstention          | Abstention     | 3 125        | 13,68        |
| Blancs et nuls | Blancs et nuls      | Blancs et nuls | 113          | 0,57         |
| Exprimés       | Exprimés            | Exprimés       | 19 605       | 99,43        |

*sortant

### Arrondissement de Rennes

#### 1recirconscription
Rennes-1 regroupe les cantons de Rennes-Nord-Ouest, Rennes-Nord-Est, Rennes-Sud-Ouest et de Rennes-Sud-Est.
| Candidats      | Candidats                  | Étiquette,          | Premier tour | Premier tour |
| Candidats      | Candidats                  | Étiquette,          | Voix         | %            |
| -------------- | -------------------------- | ------------------- | ------------ | ------------ |
|                | Théophile Roger-Marvaise * | Gauche républicaine | 9 921        | 67,99        |
|                | Samuel Denis               | Orléaniste          | 4 655        | 31,90        |
|                | Divers                     |                     | 15           | 0,10         |
|                |                            |                     |              |              |
| Inscrits       | Inscrits                   | Inscrits            | 20 206       | 100,00       |
| Votants        | Votants                    | Votants             | 14 623       | 72,37        |
| Abstention     | Abstention                 | Abstention          | 5 583        | 27,63        |
| Blancs et nuls | Blancs et nuls             | Blancs et nuls      | 32           | 0,22         |
| Exprimés       | Exprimés                   | Exprimés            | 14 591       | 99,78        |

*sortant

#### 2ecirconscription
Rennes-2 regroupe les cantons de Châteaugiron, Hédé, Janzé, Liffré, Mordelles et de Saint-Aubin-d'Aubigné.
| Candidats      | Candidats               | Étiquette,         | Premier tour | Premier tour |
| Candidats      | Candidats               | Étiquette,         | Voix         | %            |
| -------------- | ----------------------- | ------------------ | ------------ | ------------ |
|                | Félix Martin-Feuillée * | Union républicaine | 8 681        | 56,47        |
|                | Alexandre de Piré       | Bonapartiste       | 6 597        | 42,91        |
|                | Divers                  |                    | 96           | 0,62         |
|                |                         |                    |              |              |
| Inscrits       | Inscrits                | Inscrits           | 17 994       | 100,00       |
| Votants        | Votants                 | Votants            | 15 410       | 85,64        |
| Abstention     | Abstention              | Abstention         | 2 584        | 14,36        |
| Blancs et nuls | Blancs et nuls          | Blancs et nuls     | 36           | 0,23         |
| Exprimés       | Exprimés                | Exprimés           | 15 374       | 99,77        |

*sortant

### Arrondissement de Saint-Malo

#### 1recirconscription
Saint-Malo-1 regroupe les cantons de Saint-Malo, Cancale, Dol-de-Bretagne, Pleine-Fougères.
| Candidats      | Candidats                  | Étiquette,         | Premier tour | Premier tour |
| Candidats      | Candidats                  | Étiquette,         | Voix         | %            |
| -------------- | -------------------------- | ------------------ | ------------ | ------------ |
|                | Charles Émile La Chambre * | Constitutionnel    | 7 129        | 55,85        |
|                | Auguste Hovius             | Union républicaine | 5 632        | 44,12        |
|                | Divers                     |                    | 4            | 0,03         |
|                |                            |                    |              |              |
| Inscrits       | Inscrits                   | Inscrits           | 15 833       | 100,00       |
| Votants        | Votants                    | Votants            | 12 820       | 80,97        |
| Abstention     | Abstention                 | Abstention         | 3 013        | 19,03        |
| Blancs et nuls | Blancs et nuls             | Blancs et nuls     | 55           | 0,43         |
| Exprimés       | Exprimés                   | Exprimés           | 12 765       | 99,57        |

*sortant
- Cette élection est annulée par la Chambre des députés le 28 février 1878[9], une partielle sera organisée en avril 1878.

#### 2ecirconscription
Saint-Malo-2 regroupe les cantons de Châteauneuf-d'Ille-et-Vilaine, Combourg, Pleurtuit, Tinténiac et de Saint-Servan.
La commission de recensement à enlevé des voix à Eugène Durand, ce qui a empéché son élection au premier tour. Il ne s'est pas présenté au ballotage, estimant être déjà élu.
La vérification des pouvoirs à l'assemblée le rétablit dans son droit, annule le scrutin de ballotage et le proclame élu au premier tour.
| Candidats      | Candidats       | Étiquette,          | Premier tour, | Premier tour, | Deuxième tour | Deuxième tour |
| Candidats      | Candidats       | Étiquette,          | Voix          | %             | Voix          | %             |
| -------------- | --------------- | ------------------- | ------------- | ------------- | ------------- | ------------- |
|                | Eugène Durand * | Gauche républicaine | 6 792         | 50,94         | 189           | 3,17          |
|                | Charles Rouxin  | Bonapartiste        | 6 504         | 48,78         | 5 556         | 82,97         |
|                | Divers          |                     | 38            | 0,28          |               |               |
|                |                 |                     |               |               |               |               |
| Inscrits       | Inscrits        | Inscrits            | 17 570        | 100,00        | 17 540        | 100,00        |
| Votants        | Votants         | Votants             | 13 367        | 76,08         | 6 696         | 38,18         |
| Abstention     | Abstention      | Abstention          | 4 203         | 23,93         | 10 844        | 61,82         |
| Blancs et nuls | Blancs et nuls  | Blancs et nuls      | 33            | 0,25          | 738           | 11,02         |
| Exprimés       | Exprimés        | Exprimés            | 13 334        | 99,75         | 5 958         | 88,98         |

*sortant

### Arrondissement de Vitré
Vitré regroupe tous les cantons de l'arrondissement.
| Candidats      | Candidats                        | Étiquette,          | Premier tour | Premier tour |
| Candidats      | Candidats                        | Étiquette,          | Voix         | %            |
| -------------- | -------------------------------- | ------------------- | ------------ | ------------ |
|                | Olivier Le Gonidec de Traissan * | Légitimiste         | 13 022       | 75,35        |
|                | Léon-Adrien de Montluc           | Gauche républicaine | 4 259        | 24,65        |
|                |                                  |                     |              |              |
| Inscrits       | Inscrits                         | Inscrits            | 20 391       | 100,00       |
| Votants        | Votants                          | Votants             | 17 316       | 84,92        |
| Abstention     | Abstention                       | Abstention          | 3 075        | 15,08        |
| Blancs et nuls | Blancs et nuls                   | Blancs et nuls      | 35           | 0,20         |
| Exprimés       | Exprimés                         | Exprimés            | 17 281       | 99,80        |

*sortant

## Députés élus
| Députés | Députés                               | Parti               | Fonctions lors de l'élection en 1877                                          |
| ------- | ------------------------------------- | ------------------- | ----------------------------------------------------------------------------- |
|         | Félix Martin-Feuillée *               | Union républicaine  | Président du Conseil général, conseiller de Châteaugiron. Avocat.             |
|         | Théophile Roger-Marvaise *            | Gauche républicaine | Pas d'autre mandat. Avocat aux conseils.                                      |
|         | Eugène Durand *                       | Gauche républicaine | Conseiller général de Tinténiac. Avocat.                                      |
|         | René Brice *                          | Centre gauche       | Conseiller général du Sel-de-Bretagne. Avocat.                                |
|         | Eugène Pinault *                      | Centre gauche       | Conseiller général de Rennes-Nord-Ouest. Patron de Tannerie.                  |
|         | Charles Émile La Chambre *            | Constitutionnel     | Conseiller municipal de Saint-Malo. Armateur, Banquier.                       |
|         | Pierre-Marie Frain de La Villegontier | Légitimiste         | Conseiller général de Fougères-Nord, maire de Parigné. Propriétaire agricole. |
|         | Olivier Le Gonidec de Traissan *      | Légitimiste         | Conseiller municipal de Vitré. Propriétaire agricole.                         |